# コミミズク
コミミズク（小耳木菟、Asio flammeus）はフクロウ目フクロウ科に分類される鳥。

## 分布
アフリカ大陸北部、北アメリカ大陸、南アメリカ大陸、ユーラシア大陸、西インド諸島、ガラパゴス諸島、フォークランド諸島、台湾、日本、ハワイ諸島、ミクロネシア（ポンペイ島）。
日本では冬季に越冬のため全国的に飛来する（冬鳥）。ただし、沖縄周辺にはあまり飛来しない。

## 形態
全長38.5cm。頭部から背面の羽毛は褐色。腹面の羽毛は薄褐色で、暗褐色の縦縞が入る。
虹彩は黄色。外耳状の羽毛（羽角）が短い（小さい）ことが、和名や英名の由来。

## 亜種
現在、コミミズクには10亜種が認められる
- Asio flammeus flammeus (Pontoppidan, 1763) - コミミズク[2]

北アメリカ、ヨーロッパ、北アフリカ、アジア北部に分布する。
- Asio flammeus ponapensis (Mayr, 1933)

ポンペイ島（カロリン諸島東部）に分布する。
- プエオ Asio flammeus sandwichensis (A. Bloxam, 1827) - Pueo, 英: Hawaiian Short-eared Owl [4]

ハワイ諸島に分布する。
- Asio flammeus domingensis (Statius Müller, 1776)

大アンティル諸島のイスパニョーラ島、キューバなどに分布する。
- Asio flammeus portoricensis (Ridgway, 1882)

大アンティル諸島のプエルトリコに分布する。
- Asio flammeus pallidicaudus (Friedmann, 1949)

ベネズエラ北部、ガイアナに分布する。
- Asio flammeus bogotensis (Chapman, 1915)

コロンビア・エクアドル・ペルー北西部のアンデス山脈に分布する。
- Asio flammeus galapagoensis (Gould, 1837) - ガラパゴスコミミズク[5]

ガラパゴス諸島に分布する。
- Asio flammeus suinda (Vieillot, 1817)

ペルー南部からボリビア、ブラジル南東部、ティエラ・デル・フエゴにかけて分布する。
- Asio flammeus sanfordi (Bangs, 1919)

フォークランド諸島に分布する。

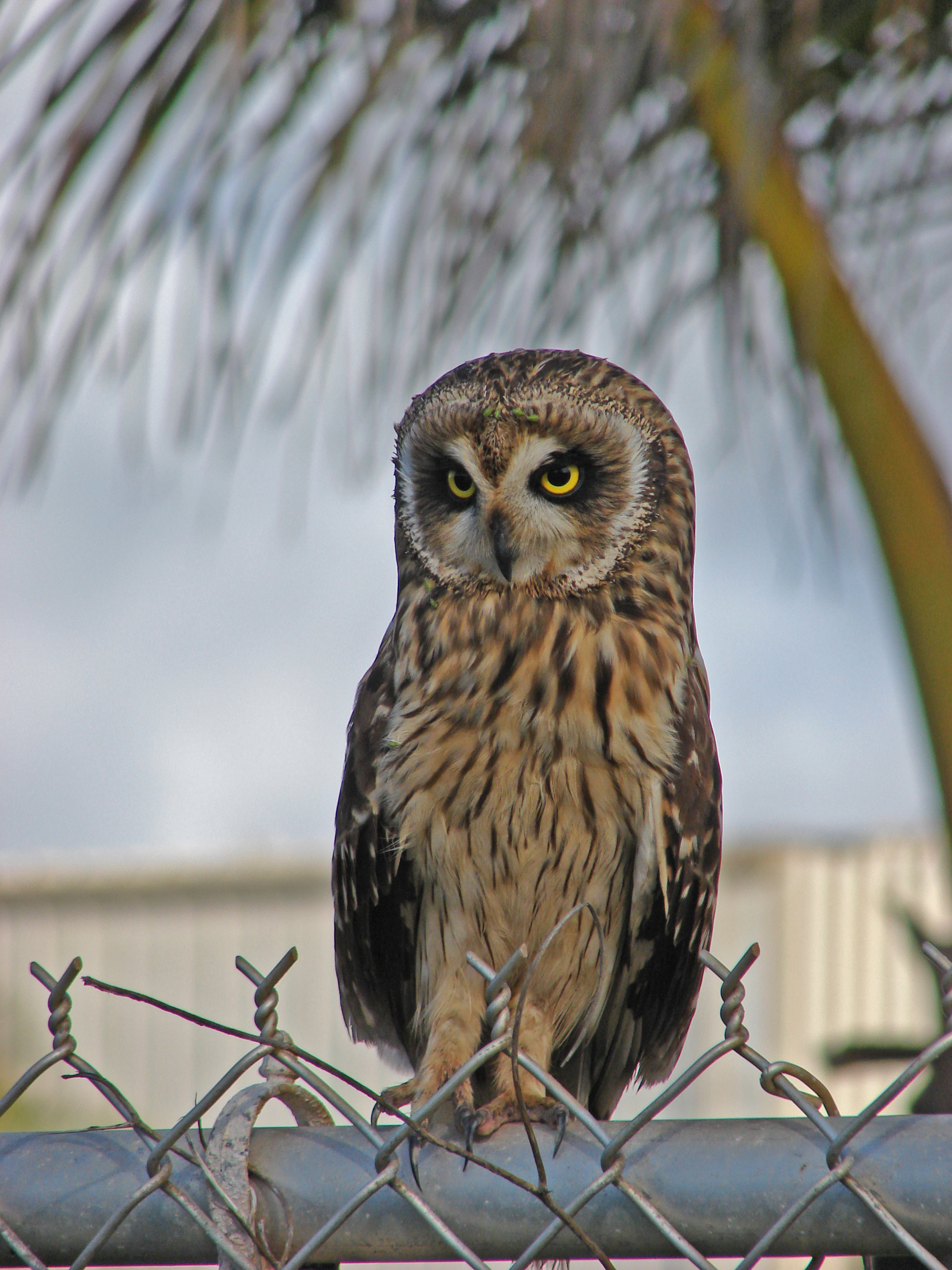
A. f. sandwichensis ハワイ諸島（マウイ島）
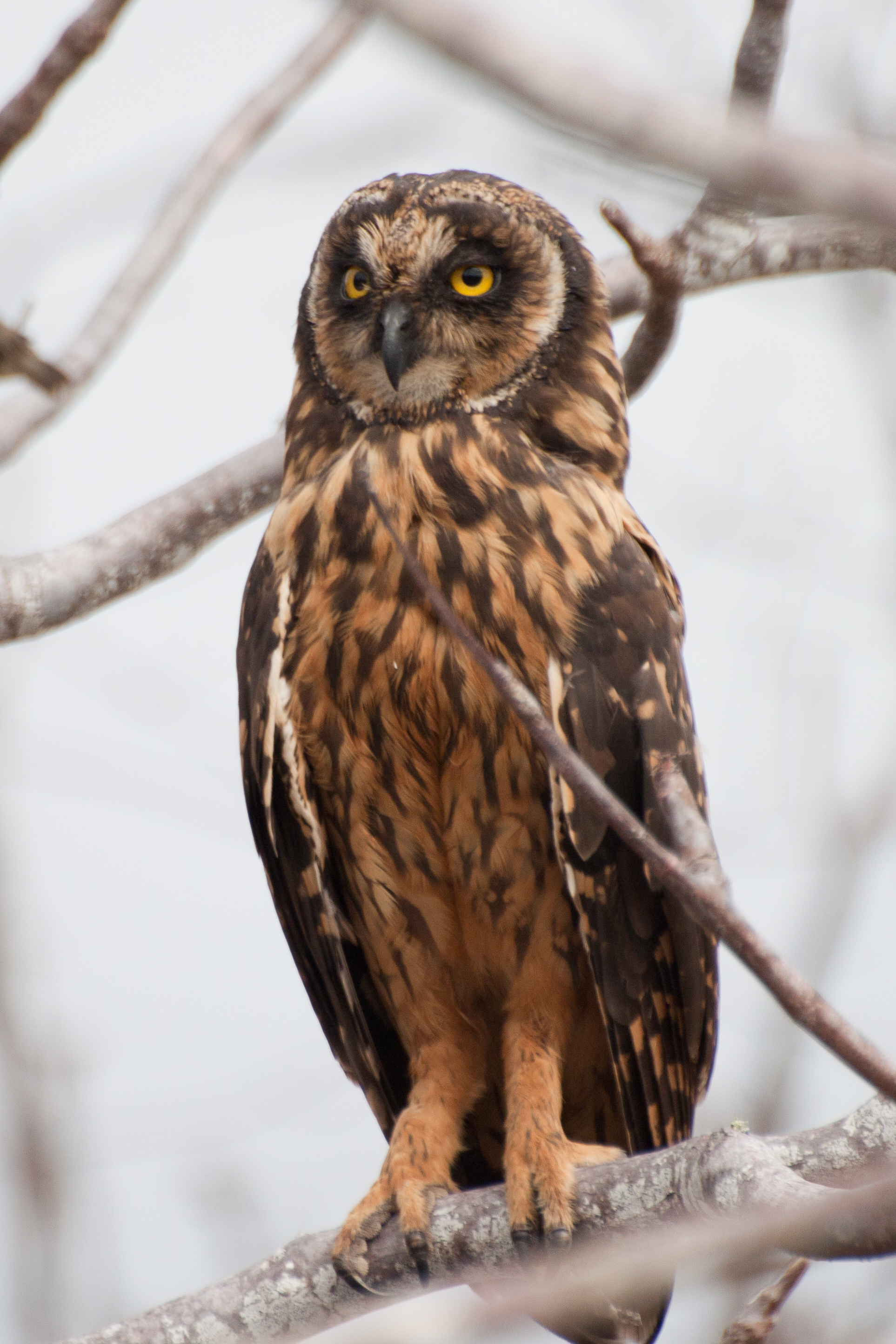
A. f. galapagoensis ガラパゴス諸島（ヘノベサ島）
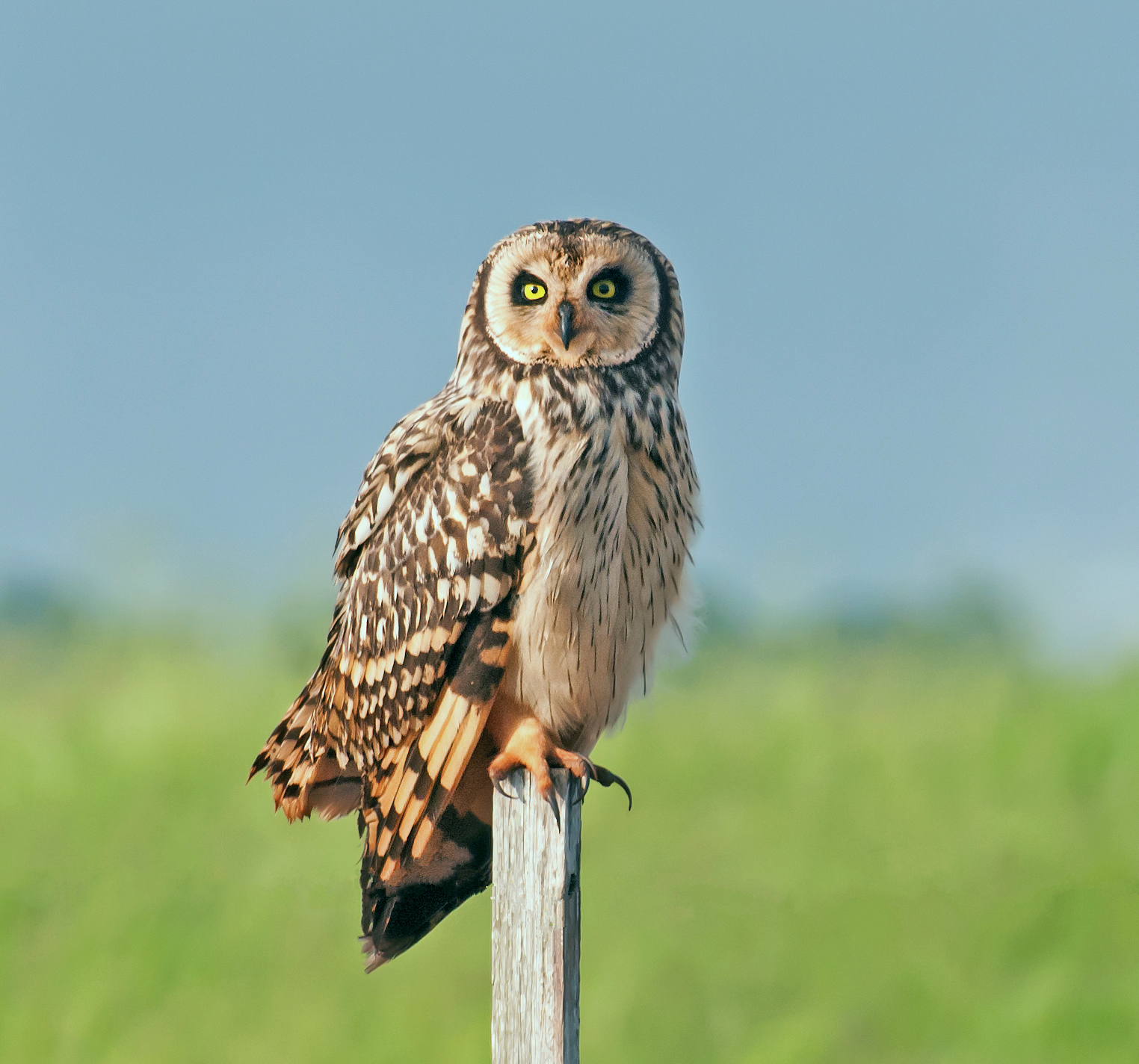
A. f. suinda ブラジル（サンパウロ州）
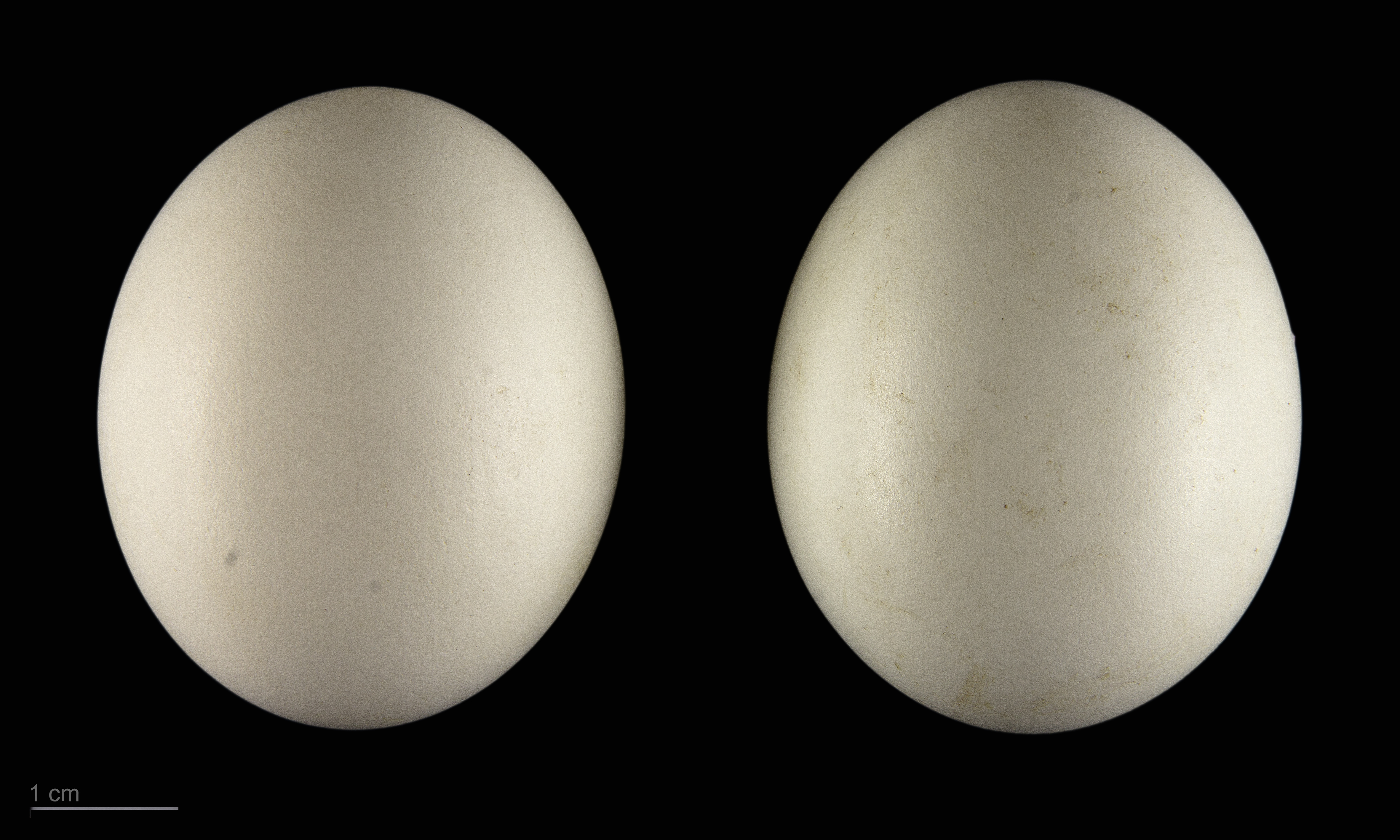
Asio flammeus flammeus

## 生態
水辺の草原や湿地等に生息する。単独もしくはペアで生活するが、冬季には小規模な群れを形成し集団で眠る。夜行性だが、昼間に活動することもある。地上に降りたり、杭などにとまっていることが多い。鳴き声は大きく日本語圏では「ギャーウー」と聞こえる。
食性は動物食で、昆虫類、小型の鳥類、小型哺乳類等を食べる。
繁殖形態は卵生で、地表に卵を産む。